# Brašov (župa)
Župa Brašov (rumunsky Brașov, německy Kronstadt, maďarsky Brassó) je župa (rumunsky județ) v rumunském Sedmihradsku, leží zhruba uprostřed země. Název získala podle svého hlavního města – Brašova.

## Charakter župy
Župa hraničí na severu s župami Mureș a Harghita, na západě s župou Sibiu, na jihu s župami Argeș, Dâmbovița a Prahova a na východě s župou Covasna. Na jihu tvoří přirozenou hranici Karpaty, hlavní město a střed župy se nacházejí v nížině, jíž protéká řeka Olt. Ta tak dělí její území tak na dvě části. Brašovská župa je jedna z nejbohatších v Rumunsku; je to jednak díky tomu, že má relativně dlouhou průmyslovou tradici, jednak díky tomu, že Brašov je jedno z největších měst v celé zemi, kde se koncentruje výroba. Průmysl se specializuje na výrobu stavebních hmot, chemikálie a mechanické součástky.

## Významná města
- Brašov (rumunsky Brașov, hlavní město)
- Ghimbav
- Predeal
- Râșnov
- Rupea
- Victoria
- Zărnești